# Kościół Ojca Pana Miłosiernego w Rzymie
Kościół Boga Ojca Miłosiernego (wł. Chiesa di Dio Padre Misericordioso) – rzymskokatolicki kościół parafialny znajdujący się w dzielnicy Alessandrino we wschodnim Rzymie, we Włoszech, pod adresem Largo Terzo Millennio 8. Został zaprojektowany przez amerykańskiego architekta Richarda Meiera z nowojorskiej pracowni Richard Meier and Partners i zbudowany w latach 1996–2003. Świątynia powstała w wyniku międzynarodowego konkursu architektonicznego „50 kościołów dla Rzymu 2000”, ogłoszonego przez Wikariat Rzymski w 1995 roku z okazji Wielkiego Jubileuszu Roku 2000, do którego zaproszono sześciu uznanych architektów różnych narodowości i wyznań.

## Historia
Projekt świątyni zainicjowano z woli papieża Jana Pawła II. W 1995 roku Watykan ogłosił międzynarodowy konkurs na projekt nowoczesnego kościoła jubileuszowego, który wygrał w 1996 roku amerykanin Richard Meier. Projekt powstał z inicjatywy Wikariatu Rzymu, a budowę rozpoczęto w lipcu 1998 roku z okazji nadejścia nowego tysiąclecia. Celem inwestycji było zapewnienie mieszkańcom rozrastającej się dzielnicy miejsca kultu oraz „rewitalizacja” zaniedbanych peryferii miasta. Jest to pierwsza zrealizowana budowla Richarda Meiera w Rzymie, kolejną był budynek Muzeum Ara Pacis z 2005 roku.
Budowę budynku zrealizowano w latach 1996–2003. Za konstrukcję odpowiadali inżynierowie z firm Ove Arup & Partners oraz Italcementi Group, natomiast instalacje mechaniczne zaprojektowali specjaliści z Ove Arup & Partners wraz z Luigi Dell’Aquilą. Prefabrykowane panele betonowe dostarczyła firma Italcementi Group, a oświetlenie i iluminację zrealizowały firmy FMRS i Erco.
W 2004 roku Richard Meier otrzymał za tę realizację nagrodę światowego konkursu architektury sakralnej Premio Internazionale di Architettura Sacra “Frate Sole”, przyznawaną raz na cztery lata architektom za wybitne projekty współczesnych kościołów z całego świata.

## Architektura

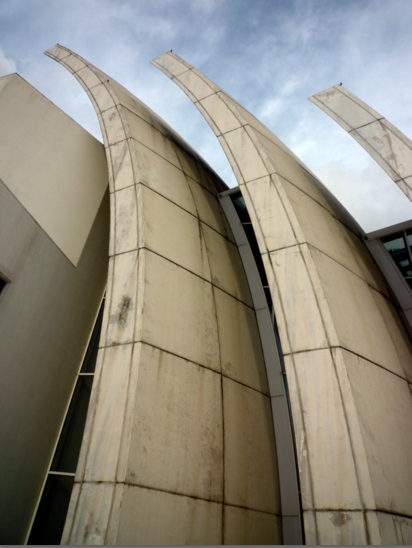
„Żagle” z widocznymi podziałami pomiędzy prefabrykowanymi elementami je tworzącymi.

Założenie przestrzenne kościoła opiera się na siatce geometrycznej złożonej z trzech kwadratów i czterech okręgów, bazując na formach geometrycznych sześcianu oraz kuli. Kwadraty wyznaczają układ dziedzińców i pomieszczeń parafialnych, natomiast trzy z okręgów tworzą profile kontrastujących z czwartym okręgiem trzech dużych, monumentalnych i zakrzywionych „żagli”, o malejących wysokościach od 26 do 18 metrów. „Żagle” mają podwójnie zakrzywioną formę przypominającą nabrzmiałe od wiatru płótna, z jednakowym promieniem krzywizny w rzucie poziomym i pionowym. Są ustawione równolegle względem siebie, obejmują przestrzeń sakralną kościoła, czyli nawę główną, kaplicę codzienną i baptysterium. Wykonano je z 346 prefabrykowanych paneli, wykonanych z jasnego betonu wzmocnionego cementem TX Millennium, zawierającego domieszkę marmuru karraryjskiego, oraz tlenku tytanu, opracowanego przez firmę Italcementi, co nadaje im biały kolor. Każdy panel waży 12 ton i jest połączony z pozostałymi za pomocą stalowych lin, tworząc samonośne struktury inżynieryjne. Całość połączona jest dużymi świetlikami pomiędzy każdą z konstrukcji.

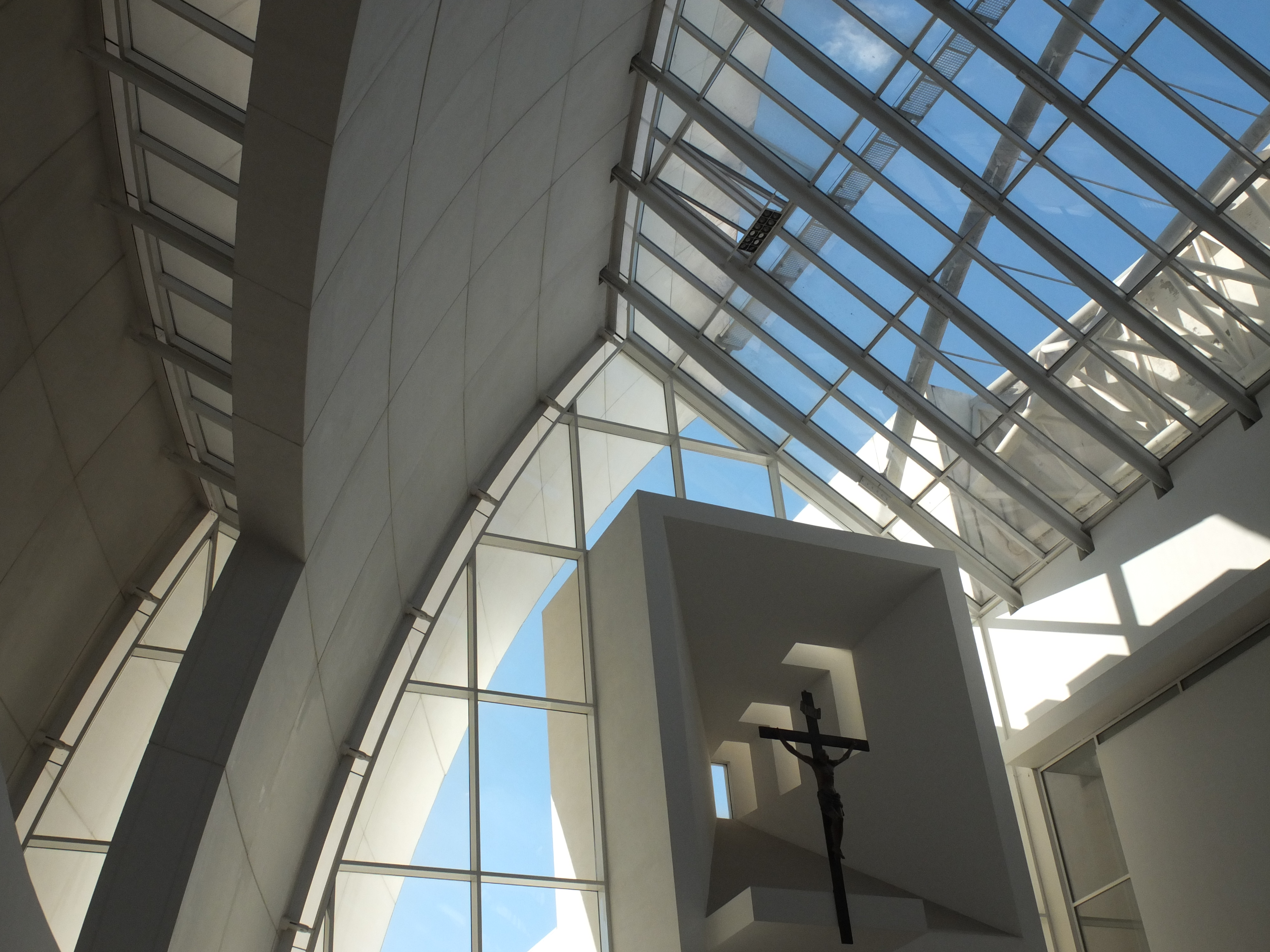
Przeszklenia widoczne wewnątrz budynku.

Całość układu przestrzennego świątyni zestawia ze sobą dwie wyraźnie kontrastujące części: po lewej stronie znajduje się strefa liturgiczna o płynnych, falujących formach „żagli”, a po prawej znajdują się surowe, regularne bryły zabudowań parafialnych. Części te zostały celowo zróżnicowane. Przed fasadą zaplanowano otwarty plac „Sagrato” przeznaczony dla wspólnoty lokalnej. Kościół tworzy dynamiczny układ kompozycyjny, złożony z zestawień, przesunięć i przenikań.
Budynek ma całkowicie przeszkloną wschodnią fasadę, świetlik dachowy oraz szczeliny pomiędzy „żaglami” a murem. Łączna powierzchnia budynku wynosi 830 m².

### Konstrukcja
Realizacja monumentalnych ścian przypominających żagle wymagała zastosowania zaawansowanych technologii. Na wniosek inżyniera Antonio Michettiego, konsultanta Wikariatu Rzymskiego, zrezygnowano z pierwotnie planowanego systemu stalowo-tynkowego na rzecz konstrukcji złożonej z 38 typów prefabrykowanych paneli. Do ich montażu zaprojektowano przesuwną konstrukcję nośną, zwaną Macchina dei conci, która umożliwiała precyzyjne dopasowanie elementów bez bezpośredniego podwieszania ich w osi pionowej. 

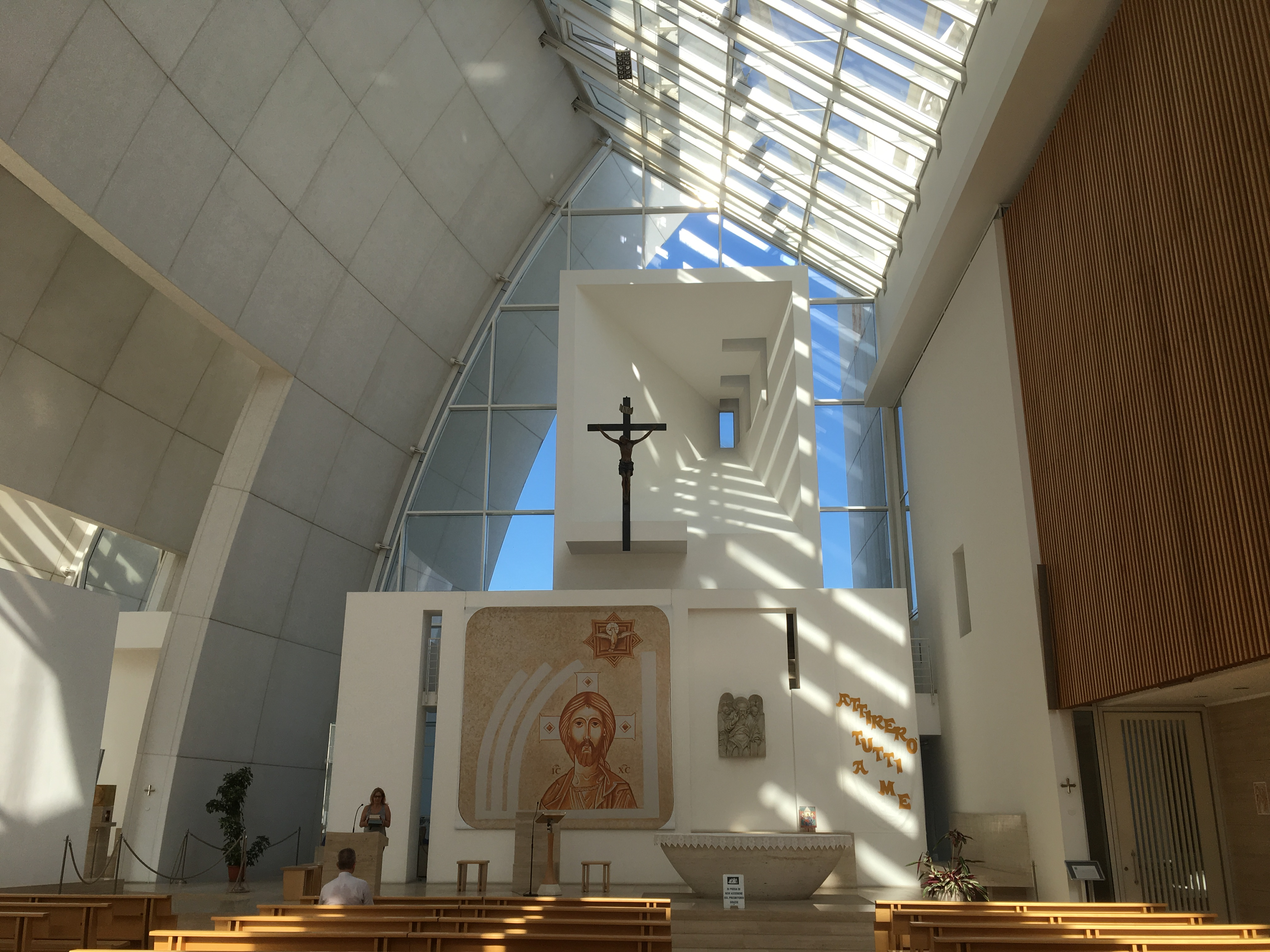
Wnętrze kościoła w 2017 roku.

### Wnętrze
Kościół posiada plan podłużny, a jego wnętrze organizują cztery łukowe ściany wykonane z betonu lanego na miejscu. Tworzą one wyodrębnione przestrzenie: centralne sanktuarium, kaplicę codzienną oraz baptysterium. Wejście do kościoła wyposażono w przedsionek oraz dodatkowe drzwi, nad którymi umieszczono organy osadzone w rzeźbiarskim, sześciennym elemencie architektonicznym. Przestrzeń liturgiczna została zaprojektowana zgodnie z zaleceniami Drugiego Soboru Watykańskiego – zgromadzenie wiernych zajmuje centralną część nawy, pod największym „żaglem”.

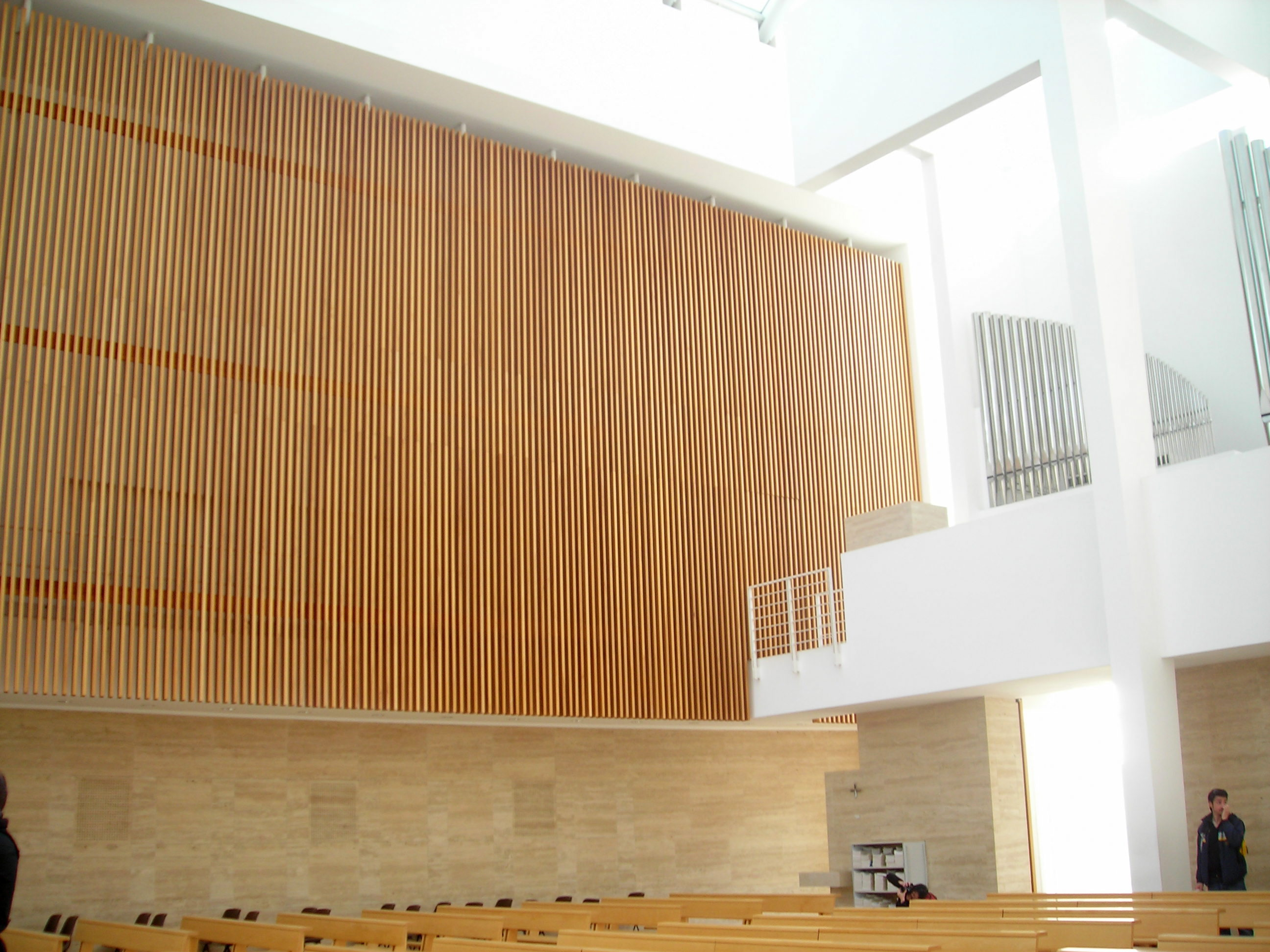
Drewniana ścianka

Jedynym elementem różnicującym białą tonację wnętrza jest podwieszona ścianka wykonana z drewna. Wyposażenie liturgiczne wykonano z rzymskiego trawertynu, w surowych, geometrycznych formach pozbawionych dekoracji. W skład wyposażenia wchodzą: ołtarz, ambona, sedilia oraz tabernakulum w formie sześcianu z pozłacanego brązu. Znajdują się one w bezpośrednim sąsiedztwie codziennej kaplicy. We wnętrzu umieszczono również rzeźbę Ukrzyżowanego Chrystusa z XVII wieku.
Ołtarz, nawiązujący formą do łodzi, został usytuowany nietypowo dla kościoła, po stronie zachodniej. Tradycyjnie lokalizacja ołtarza orientowana była na wschód. Wschodnią stronę świątyni wyznacza fasada nawy. Tabernakulum umieszczono w rogu kaplicy codziennej, po prawej stronie, co zapewnia jego widoczność także z głównej nawy, mimo pozornie bocznego położenia.
Wnętrze świątyni eksponuje naturalne światło, które przenika przez szczeliny pomiędzy elementami konstrukcyjnymi, rozświetlając przestrzeń. Główne źródło światła to szklany dach położony pomiędzy „żaglami”. W godzinach porannych i popołudniowych promienie słoneczne wpadają przez przeszkloną fasadę wejściową oraz ścianę ołtarzową.

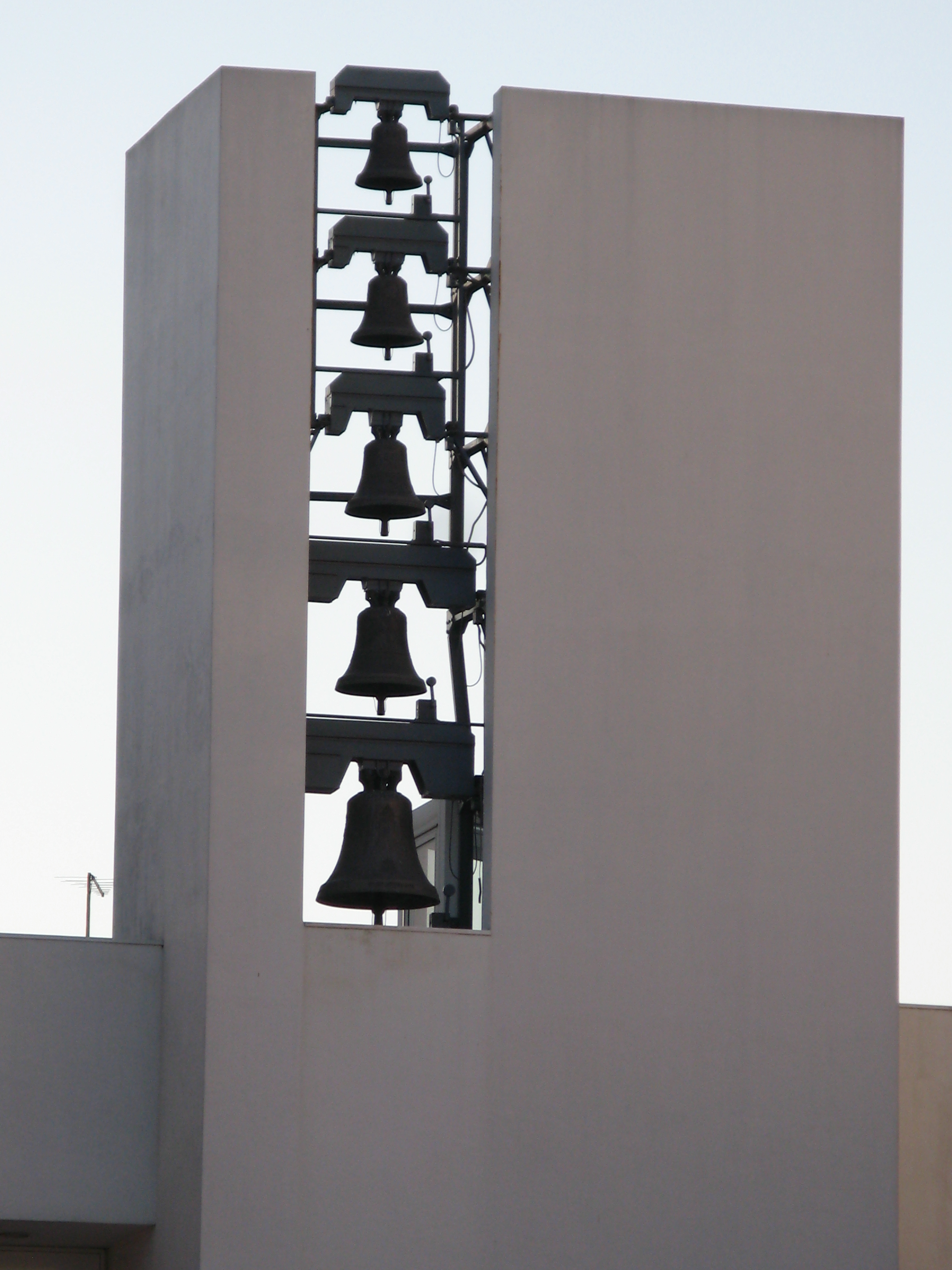
Dzwonnica

### Otoczenie
Przy wejściu do świątyni znajduje się dzwonnica w postaci pionowego szeregu pięciu brązowych dzwonów, odlanych w Papieskiej Odlewni Marinelli w Agnone i ofiarowanych przez anonimowego darczyńcę. Przed budynkiem znajduje się obniżony dziedziniec z rosnącą magnolią oraz plac zakończony nasypem obsadzonym oliwkami symbolicznie nawiązującymi do Góry Oliwnej. Na placu zastosowano polerowane płyty trawertynu o żółtawym odcieniu, harmonizujące z białymi elewacjami budynku. Lokalizacja świątyni na otwartym terenie nowej rzymskiej zabudowy oraz otaczający ją park i kamienna nawierzchnia tworzą wrażenie „basenu wodnego”, na którym unosi się „żaglopodobny” kościół. Zespół parafialny znajduje się po przeciwnej stronie nawy głównej i jest dostępny zarówno od wewnątrz, jak i od zewnątrz budynku.

## Symbolika
Architektura odnosi się symbolicznie do motywów żeglarskich, światła, przejrzystości oraz integracji z otoczeniem. Światło w projekcie zostało potraktowane jako metafora dobra i boskiej obecności.
Choć obiekt w znacznej części wykonano z przeszkleń, zarówno w pionie, jak i w poziomie, bezpośrednie światło słoneczne dociera do wnętrza głównie w szczególnym momencie popołudnia, głównie latem, przez małe okno umieszczone za prezbiterium. Wtedy promień światła oświetla zawieszony wewnątrz krucyfiks. Projekt wpisuje się w charakterystyczny styl Meiera, określony przez Manfreda Tafuriego jako „system systemów”, czyli architekturę będącą rezultatem organicznego rozwoju elementów i przestrzeni.
Biały kolor budowli według Meiera „najpiękniejszy, ponieważ zawiera wszystkie barwy tęczy” pełni funkcję symboliczną i wzmacnia sakralny charakter wnętrza. Trzy żagle, różniące się wielkością i krzywizną, mają symbolizować Trójcę Świętą, oraz metaforycznie przywodzić na myśl kościół jako statek prowadzący ludzkość przez trzecie tysiąclecie.